# The Boxer Rebellion
I The Boxer Rebellion sono un gruppo musicale indie rock formatosi a Londra nel 2001.

## Storia del gruppo
Il cantante statunitense Nathan Nicholson ha fondato la band con l'australiano Todd Howe e i britannici Piers Hewitt e Adam Harrison. 
Nel maggio 2005 è uscito il primo album Exits. La band ha continuato a finanziare i propri concerti e suonare in tutto il Regno Unito e l'Europa continentale. Hanno continuato a detenere slot di supporto per artisti come Editors, Lenny Kravitz e Gary Numan, continuando a scrivere e registrare.Last minute support slots at the London Astoria for alt-rock super group A Perfect Circle on 2 October 2003 as well as for Lenny Kravitz at Wembley Arena on 7 July 2004 and The Cooper Temple Clause led to more awareness in the UK music press culminating in widespread features in magazines such as Kerrang!, The Fly and TNT.
As a result of the PlayLouder competition, in June 2003, the band played the Glastonbury New Bands tent ahead of Keane. Shortly after this appearance they were signed by Alan McGee to his ill-fated Poptones record label. Dopo l'uscita del loro EP di debutto, la band doveva intraprendere un tour con The Killers. Tuttavia, mentre era in tournée con The Raveonettes, Nicholson si ammalò gravemente con un'appendice scoppiata che richiedeva cinque ore di intervento chirurgico e mesi di recupero costringendoli ad annullare il prossimo tour.
Nel settembre 2009 si sono consacrati con Union. Hanno avuto successo col brano If You Run, inserito nella colonna sonora del film Amore a mille... miglia.
Nel febbraio 2011 è uscito il terzo album.

## Formazione
Attuale
- Nathan Nicholson - voce, chitarra, tastiere
- Andrew Smith - chitarra
- Adam Harrison - basso
- Piers Hewitt - batteria

Ex membri
- Todd Howe - chitarra

## Discografia
Album studio
- 2005 - Exits
- 2009 - Union
- 2011 - The Cold Still
- 2013 - Promises
- 2016 - Ocean by Ocean
- 2018 - Ghost Alive

Album live
- 2011 - Live in Tennessee
- 2014 - Live at the Forum